# Nakajima Ki-12
Nakajima Ki-12 (中島 キ12 Ki-jyuni) là một mẫu thử máy bay tiêm kích do công ty Nakajima Aircraft Company tự phát triển trong thập niên 1930.

## Biến thể
- Nakajima Ki-12:
- Nakajima Type P.E.:

## Tính năng kỹ chiến thuật (Ki-12)
Dữ liệu lấy từ Famous Airplanes of the World, first series, #76: Army Experimental Fighters (1)
Đặc điểm tổng quát
- Kíp lái: 1
- Chiều dài: 8.3 m (27 ft 3.75 in)
- Sải cánh: 11 m (36 ft 1 in)
- Chiều cao: 3.45 m (11 ft 3.8 in)
- Diện tích cánh: 17 m2 (183 ft2)
- Trọng lượng rỗng: 1.400 kg (3.086 lb)
- Trọng lượng có tải: 1.900 kg (4.189 lb)
- Powerplant: 1 × Hispano-Suiza 12Xcrs kiểu động cơ piston làm mát bằng nước, 450 kW (610 hp)

Hiệu suất bay
- Vận tốc cực đại: 480 km/h (300 mph)
- Tầm bay: 800 km (500 dặm)
- Trần bay: 10.500 m (34.000 ft)

Vũ khí trang bị
- 1× pháo 20 mm
- 2× súng máy Type 89 7,7 mm (.303 in)